# Russki (Rostov)
|  | Per a altres significats, vegeu «Russki». |

Russki (en rus: Русский) és un poble (una khútor) de l'óblast de Rostov, a Rússia, segons el cens rus del 2010 tenia 6 habitants. Pertany al districte de Proletarsk.